# Locketiella
Locketiella és un gènere d'aranyes araneomorfes de la subfamília Erigoninae, dins de la família Linyphiidae.
Fou descrit per primera vegada per Alfred Frank Millidge i A. Russell-Smith l'any 1992.
Es pot trobar a Indonesia.

## Llista d'espècies
Segons The World Spider Catalog 12.0:
- Locketiella merretti Millidge, 1995
- Locketiella parva Millidge & Russell-Smith, 1992 (Espècie tipus)